# Rensselaer, Indiana
Rensselaer är en stad i den amerikanska delstaten Indiana med en yta av 7,5 km² och en folkmängd, som uppgår till 5 294 invånare (2000). Rensselaer är huvudorten i Jasper County.
Orten hette ursprungligen Newton. Namnet ändrades år 1844 till Rensselaer efter affärsmannen James Van Rensselaer. Rensselaer fick stadsrättigheter år 1858.

## Kända personer från Rensselaer
- Steve Buyer, politiker, kongressledamot 1993–2011
- James F. Hanley, kompositör